# Martin Hackleman
Martin Hackleman (* 1952) ist ein US-amerikanischer Hornist.

## Leben
Martin Hackleman begann im Alter von 16 Jahren sein Hornstudium an der University of Houston bei Caesar LaMonaca. Währenddessen wurde er 1972 Solohornist beim Calgary Philharmonic Orchestra. Zu seinen Lehrern gehörten Barry Tuckwell und Roland Berger. Von 1974 bis 1983 sowie von 1990 bis 1999 war er Solohornist beim Vancouver Symphony Orchestra. Zwischenzeitlich war er ab 1983 drei Jahre lang Mitglied von Canadian Brass, die folgenden vier Jahre spielte er mit Empire Brass. Seit 2000 ist Hackleman Solohornist beim National Symphony Orchestra.
1999/2000 trat Hackleman mit dem Orchestre symphonique de Montréal unter Charles Dutoit auf sowie als Gastsolist zwei Mal mit dem Philadelphia Orchestra. Außerdem wirkte er mit dem Chautauqua Symphony Orchestra am Waterloo-Festival in New York mit. Bei Washington Symphonic Brass spielt er ebenfalls das Solohorn und nahm mit dem Ensemble vier CDs auf.
Seit Herbst 2012 ist Hackleman Professor für Horn und Artist in Residence an der University of Missouri–Kansas City, zuvor war er bereits als Dozent an der George Mason University, der University of Maryland, der Boston University und ab 1990 als Professor für Horn an der University of British Columbia. Von 1990 bis 1995 war er Musikdirektor der Kammermusiksendung „Curio“ bei CBC Radio.
Martin Hackleman ist regelmäßig als Juror für Canada Council sowie als Gastdozent am Banff Centre in Alberta tätig.
Er ist verheiratet mit Kelly Ker Hackleman.

## Veröffentlichungen (Auswahl)
Hackleman veröffentlichte 1990 zwei Etüdenhefte:
- 21 Characteristic Etudes for High Horn Playing. Editions Bim, Bulle 1990, OCLC 35451610.
- 34 Characteristic Etudes for Low Horn Playing. Editions Bim, Bulle 1990, OCLC 35451600.

CDs
- After a Dream. Skylark Music, Vancouver 1997, OCLC 38763129. Eigene Arrangements für Solohorn mit Klavier und Streichern.
- Romanza. CBC Records, Toronto 1998, OCLC 639224635. Fünf romantische Konzerte mit dem CBC Vancouver Orchestra.
- Brahms, Jenner: Trios. CBC Records, 2000. Mit Klavier, Violine und Klarinette.
- Solitary Hotel. Duo mit Kelly Ker Hackleman